# Saliunca triguttata
Saliunca triguttata es una especie de mariposa de la familia Zygaenidae.
Fue descrita científicamente por Aurivillius en 1925.